# ブランドン・ヴェラ
ブランドン・ヴェラ（Brandon Vera、1977年10月10日 - ）は、フィリピンの男性総合格闘家。アメリカ合衆国バージニア州ノーフォーク出身。アライアンスMMA所属。元ONE世界ヘビー級王者。
ロブ・カーマンの弟子にあたる。夫人のケリー・ヴェラも総合格闘家である。

## 来歴
バージニア州ノーフォークでフィリピン人の父と、イタリア人の母の間に生まれた。レイク・テイラー高校時代にアマチュアレスリングで優秀な成績を収め、レスリング奨学生としてオールド・ドミニオン大学に進学するも1年半で退学し、アメリカ空軍に所属していたが、右腕の神経を損傷したことにより除隊して、故郷のバージニア州へ戻りリハビリに励んだ。
2002年7月6日、プロ総合格闘技デビュー。

### UFC
2005年10月3日、UFC初参戦となったUltimate Fight Night 2でファビアーノ・シェルナーと対戦し、膝蹴りでTKO勝ちを収めた。
2006年11月18日、UFC 65でフランク・ミアと対戦し、1R開始1分余りでTKO勝ちを収めた。
2007年10月20日、UFC 77でティム・シルビアと対戦し、0-3の判定負けでキャリア初黒星を喫した。
2008年6月7日、UFC 85でファブリシオ・ヴェウドゥムと対戦し、マウントパンチによりTKO負け。
2008年7月19日、ライトヘビー級転向初戦となったUFC Fight Night: Silva vs. Irvinでリース・アンディに判定勝ち。10月18日のUFC 89ではキース・ジャーディンに判定負けを喫した。
2009年11月14日、UFC 105のメインイベントでランディ・クートゥアと対戦し、ダウンを奪う場面もあったものの0-3の判定負けを喫した。
2010年3月21日、UFC on Versus: Vera vs. Jonesのメインイベントでジョン・ジョーンズと対戦し、1ラウンドに肘打ちとパウンドの連打でTKO負けを喫した。
2011年1月1日、UFC 125でチアゴ・シウバと対戦し、0-3の判定負けを。しかし、チアゴ・シウバが試合後の薬物検査で提出する尿サンプルに異物を混入させていたことが発覚したため試合結果がノーコンテストに変更となった。
2012年8月4日、UFC on FOX 4でマウリシオ・ショーグンと対戦。善戦するも4RにパウンドでTKO負けを喫した。
2013年8月31日、UFC 164でベン・ロズウェルと対戦し、パウンドでTKO負け。2連敗となりUFCからリリースされた。

### ONE Championship
2014年12月5日、ONE FC初参戦となったONE FC 23でイゴール・スボラと対戦し、サッカーボールキックでTKO勝ちを収めた。
2015年12月11日、ONE Championship: Spirit of ChampionsのONE世界ヘビー級王座決定戦でポール・チェンと対戦し、左ハイキックでKO勝ちを収め王座獲得に成功した。
2016年12月2日、ONE Championship: Age of DominationのONE世界ヘビー級タイトルマッチで挑戦者の関根“シュレック”秀樹と対戦し、左ミドルキックを効かせてからのパウンドでTKO勝ちを収め初防衛に成功した。
2018年11月23日、ONE Championship: Conquest of ChampionsのONE世界ヘビー級タイトルマッチで挑戦者のマウロ・セリーリと対戦し、カウンターの左フックでKO勝ちを収め2度目の王座防衛に成功した。
2019年10月13日、ONE Championship: Century Part 2のONE世界ライトヘビー級タイトルマッチで王者のアウンラ・ンサンに挑戦し、TKO負けを喫し王座の獲得に失敗した。
2021年5月15日、ONE Championship:Dangalで行われた世界ヘビー級タイトルマッチで、アルジャン・ブラーと対戦し敗北。王座を失った。

## 戦績

### 総合格闘技
| 総合格闘技 戦績 | 総合格闘技 戦績 | 総合格闘技 戦績 | 総合格闘技 戦績 | 総合格闘技 戦績 | 総合格闘技 戦績 | 総合格闘技 戦績 |
| --------------- | --------------- | --------------- | --------------- | --------------- | --------------- | --------------- |
| 27 試合         | (T)KO           | 一本            | 判定            | その他          | 引き分け        | 無効試合        |
| 16 勝           | 11              | 1               | 4               | 0               | 0               | 1               |
| 10 敗           | 7               | 0               | 3               | 0               | 0               | 1               |

| 勝敗 | 対戦相手                   | 試合結果                                     | 大会名                                                                    | 開催年月日     |
| ×    | アミル・アリアックバリ     | 1R 3:37 TKO（グラウンドの肘打ち→パンチ連打） | ONE 164: Pacio VS. Brooks                                                 | 2022年12月3日  |
| ×    | アルジャン・ブラー         | 2R 4:27 TKO（パウンド）                      | ONE Championship: Dangal 【ONE世界ヘビー級タイトルマッチ】                | 2021年5月15日  |
| ×    | アウンラ・ンサン           | 2R 3:23 TKO（右フック→パウンド）             | ONE Championship: Century Part 2 【ONE世界ライトヘビー級タイトルマッチ】  | 2019年10月13日 |
| ○    | マウロ・セリーリ           | 1R 1:04 KO（左フック）                       | ONE Championship: Conquest of Champions 【ONE世界ヘビー級タイトルマッチ】 | 2018年11月23日 |
| ○    | 関根“シュレック”秀樹       | 1R 3:11 TKO（左ミドルキック→パウンド）       | ONE Championship 50: Age of Domination 【ONE世界ヘビー級タイトルマッチ】  | 2016年12月2日  |
| ○    | ポール・チェン             | 1R 0:26 KO（左フック→左ハイキック）          | ONE Championship 36: Spirit of Champions 【ONE世界ヘビー級王座決定戦】    | 2015年12月11日 |
| ○    | イゴール・スボラ           | 1R 3:54 TKO（サッカーボールキック）          | ONE FC 23: Warrior's Way                                                  | 2014年12月5日  |
| ×    | ベン・ロズウェル           | 3R 1:54 TKO（パウンド）                      | UFC 164: Henderson vs. Pettis                                             | 2013年8月31日  |
| ×    | マウリシオ・ショーグン     | 4R 4:09 TKO（パウンド）                      | UFC on FOX 4: Shogun vs. Vera                                             | 2012年8月4日   |
| ○    | エリオット・マーシャル     | 5分3R終了 判定3-0                            | UFC 137: Penn vs. Diaz                                                    | 2011年10月29日 |
| －   | チアゴ・シウバ             | ノーコンテスト（薬物検査失格）               | UFC 125: Resolution                                                       | 2011年1月1日   |
| ×    | ジョン・ジョーンズ         | 1R 3:19 TKO（パウンド）                      | UFC on Versus: Vera vs. Jones                                             | 2010年3月21日  |
| ×    | ランディ・クートゥア       | 5分3R終了 判定0-3                            | UFC 105: Couture vs. Vera                                                 | 2009年11月14日 |
| ○    | クシシュトフ・ソシンスキー | 5分3R終了 判定3-0                            | UFC 102: Couture vs. Nogueira                                             | 2009年8月29日  |
| ○    | マイク・パット             | 2R 1:27 TKO（右ローキック）                  | UFC 96: Jackson vs. Jardine                                               | 2009年3月7日   |
| ×    | キース・ジャーディン       | 5分3R終了 判定1-2                            | UFC 89: Bisping vs. Leben                                                 | 2008年10月18日 |
| ○    | リース・アンディ           | 5分3R終了 判定3-0                            | UFC Fight Night: Silva vs. Irvin                                          | 2008年7月19日  |
| ×    | ファブリシオ・ヴェウドゥム | 1R 4:40 TKO（マウントパンチ）                | UFC 85: Bedlam                                                            | 2008年6月7日   |
| ×    | ティム・シルビア           | 5分3R終了 判定0-3                            | UFC 77: Hostile Territory                                                 | 2007年10月20日 |
| ○    | フランク・ミア             | 1R 1:09 TKO（パウンド）                      | UFC 65: Bad Intentions                                                    | 2006年11月18日 |
| ○    | アスエリオ・シウバ         | 1R 2:39 フロントチョーク                     | UFC 60: Hughes vs. Gracie                                                 | 2006年5月27日  |
| ○    | ジャスティン・エイラーズ   | 1R 1:25 KO（膝蹴り）                         | UFC 57: Liddell vs. Couture 3                                             | 2006年2月4日   |
| ○    | ファビアーノ・シェルナー   | 2R 3:22 TKO（膝蹴り）                        | Ultimate Fight Night 2                                                    | 2005年10月3日  |
| ○    | マイク・ホワイトヘッド     | 2R 1:12 TKO（ドクターストップ）              | WEC 13: Heavyweight Explosion 【ヘビー級トーナメント 決勝】               | 2005年1月22日  |
| ○    | アンドレ・ムッシ           | 1R 0:51 KO（パンチ連打）                     | WEC 13: Heavyweight Explosion 【ヘビー級トーナメント 1回戦】              | 2005年1月22日  |
| ○    | ドン・リチャード           | 5分2R終了 判定3-0                            | Next Level Fighting 1                                                     | 2003年9月13日  |
| ○    | アダム・リベラ             | 1R 3:20 TKO（パンチ連打）                    | Excalibur Fighting 11                                                     | 2002年7月6日   |

### グラップリング
| 勝敗 | 対戦相手               | 試合結果   | 大会名                                                   | 開催年月日     |
| ×    | ロイ・ネルソン         | 膝十字固め | グラップラーズ・クエスト 【無差別級トーナメント 準決勝】 | 2003年11月15日 |
| ○    | ジャスティン・エリソン | ポイント   | グラップラーズ・クエスト 【無差別級トーナメント 1回戦】  | 2003年11月15日 |

## 獲得タイトル
- WKAムエタイ全米スーパーヘビー級王座
- WEC 13ヘビー級トーナメント 優勝（2005年）
- 初代ONE世界ヘビー級王座（2015年）

## 表彰
- ブラジリアン柔術 黒帯